# Adi Peichl
Adolf „Adi“ Peichl (* 27. Dezember 1945 in Wien; † 11. Dezember 2020 in Friesach) war ein österreichischer Schauspieler und Regisseur.

## Leben
Adolf Peichl wurde 1945 in Wien geboren. Nach der Mittelschule begann Adi Peichl 1964 eine Lehre als Schriftsetzer. Schon als Jugendlicher war er mehrmals in der Volksoper Wien als Statist auf der Bühne gestanden. Seit 1975 sammelte er Bühnenerfahrung bei einem Tourneetheater.
1980 wurde er ans Stadttheater Baden/Wien geholt, wo er bis 1984 nicht nur als Schauspieler, sondern auch als Operettenkomiker und Musicaldarsteller Erfolge feierte. Von 1984 bis 1993 war er am Stadttheater Klagenfurt und bei den Komödienspielen Porcia engagiert. Daneben gastierte er u. a. im Theater beim Auersperg und an der Volksoper (Wien), bei Sommerspielen wie „Fest in Hellbrunn“ (Salzburg), Laxenburg (NÖ), Perchtoldsdorf (NÖ), Röttingen (Deutschland), am Grazer Opernhaus und bei den Operettenfestspielen Bad Ischl (OÖ).
Österreichweit bekannt wurde er als jugoslawischer Hausdiener „Malec“ in der Fernsehserie „Ein Schloß am Wörthersee“ und als Darsteller in vielen anderen Filmen.
Als Regisseur war er u. a. im Theater an der Rott (Deutschland) und in Bad Ischl (Operettenfestspiele) engagiert. In dieser Zeit begann er bereits bei Amateurtheatergruppen zu inszenieren und war an der Gründung einiger neuer Gruppen maßgeblich beteiligt.
Mehrere Jahre betreute er die Südkärntner Sommerspiele Eberndorf, ab 1987 war er Regisseur der Gruppe „Spektakel“ Weißenstein, ab 1996 Regisseur der Friesacher Burghofspiele und ab 2001 arbeitete er mit der Jugendtheatergruppe KULT (Krumpendorf/Wörthersee).
Für seine Arbeit wurde er mehrmals ausgezeichnet, u. a. mit der Georg-Bucher-Medaille und -Skulptur, dem Großen Goldenen Ehrenzeichen des Landes Kärnten, dem Ehrenring der Burghofspiele Friesach, dem Ehrenring der Gemeinde Weißenstein und dem Ehrenring der Stadt Friesach.
Am 25. Mai 2015 erhielt Adi Peichl von Landeshauptmann Peter Kaiser das vom Bundespräsidenten Heinz Fischer verliehene „Goldene Ehrenzeichen der Republik Österreich“ überreicht. 
Adolf Peichl starb nach längerer Krankheit am 11. Dezember 2020 in seinem Haus in Friesach. Er wurde in Friesach bestattet.

## Filmografie
Zwischen 1980 und 1984: Für ORF
- 1986: Geld oder Leber!
- 1990–1993: Ein Schloß am Wörthersee; mit Roy Black
- 1993: Der blaue Diamant; mit Julia Kent und Pierre Brice
- 1993: Tierärztin Christine; mit Uschi Glas und Horst Janson
- 1993: Hochwürden erbt das Paradies; mit Hans Clarin
- 1993: Das Paradies am Ende der Berge; mit Morgan Fairchild
- 1994: Drei zum Verlieben; mit Dirk Bach und Jochen Bendel
- 1995: Mein Opa ist der Beste; mit Otto Schenk
- 1995: Tatort: Die Freundin; mit Michael Janisch
- 1996: Der schwarze Fluch; mit Julia Kent und James Brolin
- 1997: Tierärztin Christine II; mit Uschi Glas und Horst Janson
- 1997: Hochwürdens Ärger mit dem Paradies; mit Hans Clarin und Hansi Hinterseer
- 1998: Die Superbullen; mit Ottfried Fischer und Wolfgang Fierek
- 1998: Fröhliche Chaoten; mit Uschi Glas und Christian Kohlund
- 1999: Die blaue Kanone; mit Verona Feldbusch und Ottfried Fischer
- 2002: Hochwürden wird Papa; mit Hans Clarin und Fritz Wepper
- 2005: Der Arzt vom Wörthersee I; mit Ulrich Reinthaller und Heinz Hönig
- 2006: Der Arzt vom Wörthersee II; mit Ulrich Reinthaller und Heinz Hönig,
- 2006: "Agathe kann’s nicht lassen – Die Tote im Bootshaus" mit Ruth Drexel,
- 2007: Der Arzt vom Wörthersee III-IV; mit Ulrich Reinthaller und Heinz Hönig